# Big Bad World
Big Bad World è il quinto album discografico in studio del gruppo musicale statunitense Plain White T's, pubblicato nel settembre 2008.

## Tracce
1. Big Bad World – 3:07
2. Natural Disaster – 3:40
3. Serious Mistake – 3:32
4. Rainy Day – 3:11
5. 1, 2, 3, 4 – 3:18
6. That Girl – 3:07
7. Sunlight – 3:50
8. I Really Want You – 2:58
9. Meet Me in California – 3:34
10. Someday – 3:40

## Formazione
- Tom Higgenson - voce, pianoforte
- Dave Tirio - chitarra
- Tim G. Lopez - chitarra, voce
- Mike Retondo - basso, altri strumenti
- De'Mar Hamilton - batteria